# Bochum
Bochum este un oraș cu statut administrativ de district urban, situat în landul Renania de Nord-Westfalia, Germania.

## Personalități născute aici
- Claus Holm (1918 - 1996), actor;
- Manfred Eigen (1927 - 2019), chimist, Premiul Nobel pentru Chimie;
- Wolfgang Clement (1940 - 2020), politician, fost ministru;
- Leon Goretzka (n. 1995), fotbalist.